# Cosmophasis risbeci
Cosmophasis risbeci là một loài nhện trong họ Salticidae.
Loài này thuộc chi Cosmophasis. Cosmophasis risbeci được Lucien Berland miêu tả năm 1938.